# Sidney Cotton
Frederick Sidney Cotton (OBE; 17 giugno 1894 – 13 febbraio 1969) è stato un inventore e fotografo australiano, pioniere dell'aviazione e della fotografia e responsabile dello sviluppo e della promozione della prima pellicola a colori, e in gran parte responsabile dello sviluppo della ricognizione fotografica prima e durante la seconda guerra mondiale.
Ha annoverato tra i suoi amici intimi George Eastman, Ian Fleming e Winston Churchill.

## Biografia
Frederick Sidney Cotton nacque il 17 giugno 1894 in un allevamento di bestiame a Goorganga, vicino a Proserpine, Queensland. Era il terzo figlio di Alfred e Annie Cotton, che si occupavano di pastorizia. Cotton studiò alla The Southport School nel Queensland e più tardi, nel 1910, lui e la sua famiglia andarono in Inghilterra, dove frequentò il Cheltenham College; tuttavia la famiglia tornò in Australia nel 1912. Cotton lavorò come jackeroo, addestrandosi per lavorare con il bestiame nelle stazioni del Nuovo Galles del Sud fino allo scoppio della guerra.

### La prima guerra mondiale
Il 4 agosto 1914, la Gran Bretagna dichiarò guerra alla Germania in seguito alla violazione tedesca della neutralità belga, che il Regno Unito aveva "garantito" nel 1839. L'Australia, come parte dell'Impero britannico, era considerata automaticamente in guerra con il Reich. Cotton voleva unirsi all'Imperial Australian Force, che era stata creata per assistere con lo sforzo bellico, ma il padre gli proibì di arruolarsi. Nell'aprile 1915 Cotton, durante un viaggio su strada, lesse su un giornale di Brunette Downs dell'affondamento del transatlantico britannico RMS Lusitania da parte di un sottomarino, che fece così infuriare il 21enne che decise di arruolarsi nonostante le obiezioni dei suoi genitori. Cotton prenotò un passaggio per l'Inghilterra a bordo del transatlantico Maloja, la maggior parte dei cui passeggeri erano giovani australiani come lui determinati a "fare la loro parte" per il re e il paese.
Cotton tornò in Inghilterra per unirsi al Royal Naval Air Service nel novembre 1915. Dopo sole cinque ore di volo da solo, si qualificò come pilota di caccia e inizialmente volò nelle pattuglie della Manica. Cotton continuò a partecipare a sortite di bombardamento notturno su Francia e Germania con gli stormi Numero 3 e 5. Cotton venne inizialmente stanziato con lo stormo Numero 5 a Coudekerque, dove intraprese i bombardamenti sulle linee tedesche. Venne quindi assegnato allo stormo Numero 5 con sede a Luxeuil, dove intraprese i bombardamenti sulla Germania meridionale. La sua esperienza con il volo ad alta quota e a bassa temperatura portò Cotton nel 1917 a sviluppare la nuova tuta rivoluzionaria "Sidcot", una tuta da volo che risolveva il problema che i piloti avevano nel riscaldarsi nell'abitacolo. Questa tuta da volo venne ampiamente utilizzata dalla RAF fino agli anni '50. Cotton continuò con il No. 8 Squadron RNAS nel 1917, dove venne promosso sottotenente di volo nel giugno 1917. Nel luglio 1917, fece volare un bombardiere Handley Page in un'incursione su Costantinopoli (l'odierna Istanbul). Subito dopo entrò in conflitto con alti ufficiali e si dimise dal suo incarico nell'ottobre 1917. Il 16 ottobre 1917 , sposò a Londra l'attrice diciassettenne Regmor Agnes Joan Morvaren Maclean.

### Il periodo interbellico
Cotton ebbe un figlio dalla sua prima moglie. Dopo la guerra trascorse del tempo in Tasmania dove lavorò come direttore di una fabbrica di essiccazione delle mele di proprietà di suo padre, per poi tornare in Inghilterra, dove continuò la sua passione per il volo. Nel 1920, s'imbarcò in un infruttuoso tentativo di volare dall'Inghilterra al Sud Africa e riuscì anche a fuggire fortunatamente da un incidente all'Aerial Derby. Cotton trascorse poi tre anni lavorando a Terranova svolgendo vari incarichi.
Dopo il divorzio dalla prima moglie l'anno precedente, nel 1926, Cotton sposò la diciottenne Millicent Joan Henry che aveva conosciuto a Terranova. Da questo momento fino allo scoppio della seconda guerra mondiale, Cotton condusse una vita colorata e movimentata; prese parte a varie attività commerciali, tra cui un servizio aereo di avvistamento di foche e operazioni di ricerca e salvataggio aereo per esploratori dispersi a Terranova e in Groenlandia. Cotton risiedette per gran parte degli anni '20 a St. John's, la capitale del Dominion di Terranova, dove venne impiegato da ditte di cacciatori di foche per lavorare come osservatore di aerei per trovare cacciatori di foche nei campi di ghiaccio dell'Oceano Artico. Nel 1927, quando due aviatori francesi, Charles Nungesser e François Coli, scomparvero nel tentativo di attraversare l'Atlantico non stop, Cotton venne assunto dalla ricca famiglia Du Pont per cercare di trovare i due aviatori scomparsi. Nel 1931, Cotton trovò e salvò l'esploratore artico britannico Augustine Courtauld, che era rimasto intrappolato in un campo di ghiaccio in Groenlandia.

### Le missioni di spionaggio
Nel settembre 1938, durante la crisi dei Sudeti, Cotton venne contattato da agenti del Deuxième Bureau per intraprendere voli di spionaggio sulla Germania. A partire dal 25 marzo 1939, utilizzando la "copertura" di una società fittizia di nuova costituzione, l'Aeronautical Research and Sales Corporation di Londra, Cotton iniziò a effettuare voli di spionaggio sulla Germania, l'Italia e la colonia italiana della Libia al soldo del Deuxième Bureau.
Nell'aprile 1939 Cotton venne reclutato da Fred Winterbotham del MI6 per scattare fotografie aeree clandestine della formazione militare tedesca. La missione di Cotton era la stessa di prima, utilizzando i voli per l'Aeronautical Research and Sales Corporation come copertura per lo spionaggio, con l'unica differenza che i suoi finanziatori erano l'MI6 invece del Deuxième Bureau. Cotton cedette il suo aereo Lougheed Electra al Deuxième Bureau mentre l'MI6 gli fornì un nuovo aereo Lougheed 12-A Electra. Il copilota di Cotton nei suoi voli di spionaggio era R.H. Niven, un canadese che prestava servizio nella Royal Air Force. Usando il suo status di aviatore privato ricco e di spicco che attualmente promuoveva la sua attività cinematografica (e usando una serie di altri sotterfugi tra cui assumere le sembianze di un archeologo o di un produttore cinematografico in cerca di location), una serie di voli fornì preziose informazioni sull'attività navale tedesca e sull'accumulo di truppe. Egli equipaggiò l'aereo commerciale civile Lockheed A-12, G-AFTL, con tre telecamere F24 nascoste dietro pannelli che potevano essere fatti scorrere e azionati premendo un pulsante sotto il sedile del pilota, e una Leica dietro un pannello simile dietro le quinte. Le porte della fotocamera erano coperte mentre il G-AFTL era a terra. Il G-AFTL venne dotato di serbatoi di carburante aggiuntivi per aumentare il suo raggio di volo dalle normali 700 miglia a 1.600 miglia. L'aria calda della cabina venne deviata per evitare la formazione di condensa sulle superfici ottiche. Cotton portò con sé la sua segretaria/amante Patricia Martin, e anche lei scattò fotografie in volo. Sebbene i suoi piani di volo fossero dettati dal governo tedesco, riuscì costantemente a cavarsela volando fuori pista sopra le installazioni militari. Cotton aveva modi molto persuasivi e sfruttava tutti i vantaggi che poteva.
Nel 1939, Cotton scattò foto aeree durante un volo sopra parti del Medio Oriente e del Nord Africa. Alla vigilia della guerra, in un'occasione riuscì persino a progettare un "giro di gioia" sugli aeroporti militari tedeschi, accompagnato dall'alto ufficiale della Luftwaffe Albert Kesselring. Con Kesselring ai comandi, Cotton si allungò sotto il sedile, azionò le telecamere e catturò l'aeroporto su pellicola.
Cotton in seguito si offrì di far volare Hermann Göring a Londra per colloqui una settimana prima dello scoppio delle ostilità. Göring era ampiamente visto prima della guerra come il principale leader nazista "moderato" che era una forza restrittiva su Adolf Hitler. Durante la crisi di Danzica, i tedeschi s'impegnarono in un'elaborata sciarada progettata per dividere la Gran Bretagna dalla Polonia. Göring si presentò all'ambasciatore britannico Sir Nevile Henderson (che considerava Göring il suo migliore amico) come un "moderato", la voce della ragione e della moderazione che era impegnata in una lotta per il potere contro il ministro degli Esteri "estremista" Joachim von Ribbentrop, che era ben noto per le sue opinioni ultra-aggressive e bellicose. Fondamentalmente, il fatto che Hitler avesse fermamente deciso Il 27 marzo 1939 per invadere la Polonia nello stesso anno non venne mai menzionato, e invece Hitler venne travisato come se considerasse semplicemente la guerra contro la Polonia. Che Hitler avesse dato ordine il 27 marzo di avere il Fall Weiss (Case White), nome in codice per l'invasione della Polonia, lanciato il 26 agosto 1939 (successivamente rimandato al 1º settembre) era un segreto gelosamente custodito di cui solo poche persone erano a conoscenza, e la maggior parte delle persone durante la crisi di Danzica credeva che Hitler stesse considerando d'invadere la Polonia solo se Danzica non fosse stata autorizzata a ricongiungersi alla Germania. Göring sostenne con Henderson ed altri funzionari britannici che, per vincere la sua presunta lotta di potere contro Ribbentrop per impedire che la crisi di Danzica si trasformasse in una guerra, aveva bisogno che la Polonia facesse delle concessioni sulla questione di Danzica. Lo scopo della farsa era persuadere il governo britannico che c'era ancora tempo per salvare la pace facendo pressioni sulla Polonia affinché facesse concessioni e che quando i polacchi, come previsto, rifiutarono il consiglio britannico di consentire alla Città Libera di Danzica di "tornare nel Reich" gli inglesi avrebbero rinunciato alla "garanzia" della Polonia, permettendo così alla Germania di invadere la Polonia senza timore di una guerra con la Gran Bretagna. Come molti altri, Cotton venne ingannato dalla farsa e il 22 agosto 1939 si offrì di portare Göring a Londra in segreto per incontrare il primo ministro britannico Neville Chamberlain, poiché Cotton credeva che fosse ancora possibile impedire che la crisi si trasformasse in una guerra. Cotton credeva che se solo Chamberlain e Göring avessero potuto incontrarsi in segreto sarebbe stato possibile trovare una soluzione pacifica alla crisi ed evitare una guerra in cui sarebbero morte milioni di persone. Göring, sapendo che volare a Londra alla fine avrebbe smascherato la farsa, espresse la sua approvazione per il piano di Cotton e poi trovò varie scuse per non andare a Londra. Il volo di Cotton fu l'ultimo aereo civile a lasciare Berlino prima dello scoppio delle ostilità. Dopo il decollo dall'aeroporto di Berlino, Cotton notò gli aerei della Luftwaffe diretti a bombardare la Polonia. Dopo essere atterrato in Gran Bretagna, disse alla dogana britannica di aver appena lasciato Berlino all'alba e gli venne detto: "L'hai lasciata un po' tardi, vero?" Una biografia intitolata Sidney Cotton: The Last Plane Out of Berlin commemora questa scappatella.

### La seconda guerra mondiale
Incaricato nella RAF come sostanziale comandante di squadriglia e facente funzione di comandante di stormo il 22 settembre 1939, nello stesso periodo, Cotton venne reclutato per dirigere la neonata RAF 1 Photographic Development Unit (PDU) all'aerodromo di Heston. Quest'unità fornì informazioni importanti che portarono ad incursioni aeree di successo su installazioni nemiche chiave. Con la sua esperienza e conoscenza acquisita sulla Germania ed altri sorvoli, Cotton migliorò notevolmente le capacità di ricognizione fotografica della RAF. La PDU era originariamente equipaggiata con i Bristol Blenheim, ma Cotton li considerò del tutto inadatti, essendo troppo lenti, e di conseguenza "ottenne" un paio di Supermarine Spitfire. Questi Spitfire, successivamente potenziati da de Havilland Mosquito, vennero costantemente adattati per volare più in alto e più velocemente, con una superficie altamente levigata, uno schema di mimetizzazione blu speciale - "PRU Blue " - sviluppato dallo stesso Cotton e una serie di modifiche ai motori per produrre più potenza ad alta quota. Nel 1940, Cotton effettuò anche personalmente un altro importante volo di ricognizione con il suo Lockheed A-12 sull'Azerbaigian sovietico via Iraq come parte dei preparativi per l'operazione Pike.
Sotto la sua guida, l'1 PDU acquisì i soprannomi Cotton's Club o il meno lusinghiero Cotton's Crooks (principalmente a causa della propensione di Cotton a violare i regolamenti). Cotton godeva della sua reputazione di non ortodosso e aveva persino un distintivo speciale, con le iniziali "CC-11", che indicava l'undicesimo comandamento: "Non sarai scoperto". Su richiesta dell'intelligence navale, Cotton fotografò la flotta tedesca all'ancora alla sua base a Wilhelmshaven, cosa che lo portò ad incontrare Ian Fleming. Le fotografie aeree di Cotton erano molto in anticipo sui tempi. Insieme ad altri membri del 1 PDU, aprì la strada alle tecniche di fotografia ad alta quota e ad alta velocità stereoscopica che furono fondamentali per rivelare le posizioni di molti obiettivi militari e di intelligence cruciali. R.V. Jones racconta nelle sue memorie come queste fotografie siano state utilizzate per stabilire le dimensioni e i caratteristici meccanismi di lancio sia della bomba volante V-1 che del razzo V-2. Nel dicembre 1943, utilizzando le fotografie, Constance Babington Smith fu la prima persona a identificare un V-1 in un'immagine di una stazione di prova a Peenemunde, in Germania. Cotton lavorò anche su idee come un prototipo di velivolo da ricognizione specializzato ed ulteriori perfezionamenti dell'attrezzatura fotografica.
Entro la metà del 1940, tuttavia, Cotton si era scontrato con alti funzionari del ministero dell'Aeronautica per la sua partecipazione all'evacuazione di agenti britannici dalla Francia sotto il nome di copertura di Special Survey Flights. Dopo il suo ritorno dalla Francia, trasportando Marcel Boussac, il capo dell'impero dell'abbigliamento e dei profumi Christian Dior, venne rimosso dal suo incarico e bandito da qualsiasi coinvolgimento nelle operazioni aeree. A seguito di diversi tentativi per essere reintegrato, coinvolgendo anche lo stesso Churchill, Cotton si dimise dal suo incarico; venne comunque nominato OBE. Per il resto della guerra, Cotton agì come consulente non ufficiale dell'Ammiragliato. Sotto la nuova designazione, 1 Photographic Reconnaissance Unit (PRU), con sede alla RAF Benson, il 1 PRU raggiunse un illustre record in tempo di guerra, operando infine cinque squadroni su un numero di basi. I successivi ufficiali in comando avrebbero emulato lo spirito e le tecniche innovative sperimentate da Cotton.

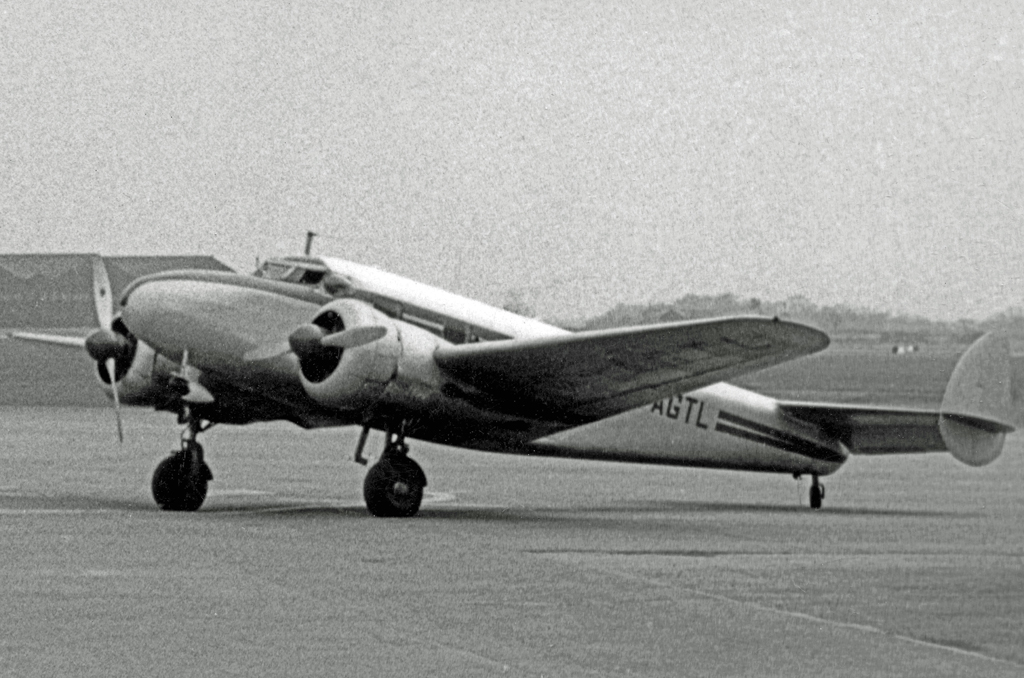
Il Lockheed A-12 di Sidney Cotton nel dopoguerra

Nel settembre 1940, il Lockheed A-12 (G-AFTL) modificato di Cotton venne gravemente danneggiato in un'incursione aerea all'aerodromo di Heston. Venne ricostruito dalla Lockheed, venduto nell'Honduras britannico, e nel 1948 registrato negli Stati Uniti come N12EJ; l'aereo risiedeva in Florida nel 1992. Il suo Lockheed A-12 (G-AGTL) del dopoguerra sopravvive anche in Francia nel 2005. Nel settembre 1940, Cotton perseguì l'idea di un proiettore aviotrasportato per i caccia notturni, che chiamò Aerial Target Illumination (ATI). Arruolò l'aiuto di William Helmore ed insieme essi sottoscrissero i brevetti sulle tecniche (GB574970 e GB575093). Helmore, un ufficiale della RAF in servizio, sponsorizzò poi lo sviluppo di quello che divenne noto come Turbinlite.

### Dopo la seconda guerra mondiale
Come molte di queste figure "più grandi della vita" in tempo di guerra, Cotton non prosperò nella vita civile del dopoguerra. Era riluttante a trarre profitto dalle sue innovazioni in tempo di guerra e rinunciò persino ai suoi diritti di brevetto sulla tuta Sidcot. Sebbene a volte fosse molto ricco in età avanzata, Cotton fu anche perseguitato dalla sfortuna negli affari privati.
Intorno al periodo della partizione dell'India nel 1947, Cotton venne assunto dall'indipendente Stato principesco di Hyderabad per assisterlo nella resistenza all'integrazione nel Dominion dell'India. Su richiesta del principe Mohammed Bakhtawar Khan e di suo figlio, il principe Mumtaz Ali Khan – rappresentanti di Osman Ali Khan (Nizam di Hyderabad) – Cotton trasportò riserve auree per il Dominion del Pakistan, che era un alleato del Nizam. Durante la prima guerra indo-pakistana, Cotton intraprese trasporti aerei di armi, rifornimenti e medicinali da Hyderabad al Pakistan, utilizzando aerei da trasporto Avro Lancastrian disarmati. Le forze di Hyderabad vennero sconfitte nel settembre 1948 con l'Operazione Polo e il Nizam si arrese. Cotton successivamente venne accusato di traffico d'armi ai sensi dell'Air Navigation Act del Regno Unito, venne condannato e multato di £ 200.
Thelma "Bunty" Brooke-Smith, ex segretaria, sposò Cotton nel 1951, diventando la sua terza moglie. Con Bunty, Cotton avrebbe avuto un altro figlio e una figlia. Ci furono rapporti errati sulla morte di Cotton nel 1955, a seguito di un articolo sulla rivista Flight. Un numero successivo riportò: «MR. F. SIDNEY COTTON ha bonariamente  definito come "molto esagerata" la notizia della sua morte, citata nel nostro numero del 9 settembre da fonti australiane. Apparentemente c'era confusione con il nome di un parente [vale a dire Frank Cotton] che si occupava del design delle tute pressurizzate per l'equipaggio. Sidney Cotton, il cui nome è associato alla tuta da volo Sidcot, è in questo paese ed è molto vivo.» Cotton in seguito lavorò nell'esplorazione petrolifera e nell'ingegneria civile.
Durante la fine degli anni '60, collaborò con un biografo, Ralph Barker, a un libro intitolato Aviator Extraordinary: the Sidney Cotton story. Cotton viveva a Ford Manor, Lingfield quando morì il 13 febbraio 1969 all'età di 74 anni. Venne cremato dopo una funzione nella chiesa parrocchiale di Dormansland il 17 febbraio. Cotton servì almeno in parte come base per il personaggio di James Bond creato dal suo amico Ian Fleming, in particolare nel suo essere donnaiolo e in un generale disprezzo per l'autorità. Nel suo necrologio del 1969, The Times di Londra dichiarò che Cotton aveva stabilito "un record di comportamento aspramente individualista, superbamente non convenzionale, secondo solo alla sua reputazione di coraggio e intraprendenza". Nel 1993, lo storico australiano John McCarthy scrisse: "Cotton era stato un individualista non convenzionale che spesso aveva ragione quando avversari ben piazzati avevano torto. Un po' arrogante e presuntuoso, si faceva facilmente nemici potenti, il che gli costò riconoscimenti e ricompense finanziarie. Tuttavia, era un uomo di notevole coraggio ed energia, con una mente acuta e un talento per l'improvvisazione. In un'altra epoca sarebbe stato uno splendido bucaniere." Cotton venne successivamente commemorato con il nome del Sidney Cotton Bridge, sul fiume O'Connell, a sud di Proserpine, Queensland.

### Annotazioni
1. ↑  La tuta "Sidcot" è nota anche come "tuta SidCot".[3]

### Fonti
1. ↑  Cotton 1969, p. 17.
2. 1 2 3 4 5 6 7 8 9 10 11   John McCarthy, Cotton, Frederick Sidney, su Australian Dictionary of Biography. URL consultato il 26 giugno 2023.
3. ↑  "Flying and Fearless." news.com.au. Url consultato il 3 agosto 2011.
4. 1 2  Cotton, 1969
5. 1 2 3 4 5 6 7 8 9  Polmar & Allen, 1998, p. 138.
6. 1 2 3 4 5  Watt, 1989, p. 434.
7. 1 2 3 4 5  Watt, 1989, p. 440.
8. ↑  Cotton 1969, p. 156.
9. 1 2  Watson , Jeff. "Picture-Perfect Spy." Archiviato il 7 agosto 2008 in Internet Archive. defence.gov.au. Consultato il 5 novembre 2009.
10. ↑  Millard , 2018, pag. 65.
11. ↑  (EN) Lily Ford, Smith, Constance Babington (1912–2000), photographic interpreter and author, in Oxford Dictionary of National Biography, Oxford University Press, 8 agosto 2019, DOI:10.1093/odnb/9780198614128.013.74536, ISBN 978-0-19-861412-8. URL consultato il 18 dicembre 2022.
12. ↑  Cotton 1969, pp. 164–167.
13. ↑   Lockheed 12, su www.orpheusweb.co.uk. URL consultato il 3 luglio 2023.
14. ↑  Cotton 1969, pp. 205–211.
15. ↑  Cotton, Frederick Sidney e William Helmore. "An improved method and means for intercepting night flying hostile aircraft." GB Patent 574970, 29 gennaio 1946.
16. ↑  Cotton 1969, pp. 223–248.
17. 1 2  "AWM Guide to the papers of Frederick Sidney Cotton." awm.gov.au. Consultato il 17 novembre 2012.
18. ↑  "Frank S. Cotton." Volo tramite flightglobal.com, 9 settembre 1955 .
19. ↑  "Alive and well." Flight via flightglobal.com, 23 settembre 1955.
20. 1 2 3   Deaths, in The Times, n. 57485, 14 febbraio 1969,  p. 16.
21. ↑   J. Gould, L'eredità di James Bond di Hidden Vale, in The Courier Mail, 25 giugno 2011. URL consultato il 29 giugno 2023.
22. ↑  Polmar & Allen, 1998, p. 138.
23. ↑   John McCarthy, Cotton, Frederick Sidney, su Australian Dictionary of Biography. URL consultato il 26 giugno 2023.
24. ↑  "In and around Mackay /Whitsunday Region." Archiviato il 17 marzo 2011 in Internet Archive. tmr.qld. gov.au, dicembre 2009. Estratto: 3 agosto 2011.